# Liste de prix en informatique
Cet article est une liste de prix en informatique. 

## Présentation
Elle comprend des listes de prix décernés par l'Association for Computing Machinery, l'Institute of Electrical and Electronics Engineers, d'autres prix en informatique et en sciences de l'information, ainsi qu'une liste de concours informatiques.
La plus haute distinction en informatique est le Prix Turing de l'ACM, généralement considéré comme l'équivalent du prix Nobel en informatique.
D'autres prix très prestigieux en informatique sont la Médaille John von Neumann décernée par le conseil d'administration de l'IEEE et le Prix de Kyoto pour les sciences de l'information.

## Association for Computing Machinery (ACM)
L'Association for Computing Machinery (ACM) décerne de nombreux prix en informatique, souvent organisés par l'un de ses groupes d'intérêt spéciaux
| Prix                                          | SIG      | Réf.   |
| --------------------------------------------- | -------- | ------ |
| Alan D. Berenbaum Distinguished Service Award | SIGARCH  | [ 2 ]  |
| Alonzo Church Award                           | SIGLOG   | [ 3 ]  |
| CHI Academy                                   | SIGCHI   | [ 4 ]  |
| Danny Lewin Best Student Paper Award          | SIGACT   | [ 5 ]  |
| Dhaka Site                                    | ICPC     | [ 6 ]  |
| Dijkstra Prize                                | PODC     | [ 7 ]  |
| Doctoral Dissertation Award                   |          | [ 8 ]  |
| Eckert–Mauchly Award                          |          | [ 9 ]  |
| Edgar F. Codd Innovations Award               | SIGMOD   | [ 10 ] |
| Eugene L. Lawler Award                        |          | ,      |
| Gerard Salton Award                           | SIGIR    | [ 13 ] |
| Gödel Prize                                   | SIGACT   |        |
| Gordon Bell Prize                             |          |        |
| Grace Murray Hopper Award                     |          |        |
| Ken Kennedy Award                             |          |        |
| Knuth Prize                                   | SIGACT   |        |
| Mark Weiser Award                             | SIGOPS   |        |
| Maurice Wilkes Award                          | SIGARCH  |        |
| Paris Kanellakis Award                        |          |        |
| Penny Crane Award for Distinguished Service   | SIGUCCS  |        |
| Prize in Computing                            |          |        |
| Programming Languages Software Award          | SIGPLAN  |        |
| Programming Systems and Languages Paper Award |          | [ 14 ] |
| SIGCOMM Award                                 | SIGCOMM  |        |
| SIGUCCS Hall of Fame Award                    | SIGUCCS  |        |
| Software System Award                         |          |        |
| Steven A. Coons Award                         | SIGGRAPH |        |
| Turing Award                                  |          |        |

## IEEE
Ces prix sont décernés par l'Institute of Electrical and Electronics Engineers (IEEE), l'IEEE Computer Society ou l'IEEE Information Theory Society.
| Prix                                                 | Organisation | Réf.   |
| ---------------------------------------------------- | --- | ------ |
| Charles Babbage Award                                | IEEE Computer Society                                                                                               | [ 15 ] |
| Claude E. Shannon Award                              | IEEE Information Theory Society                                                                                     | [ 16 ] |
| Computer Pioneer Award                               | IEEE Computer Society                                                                                               |        |
| Harlan D. Mills Award                                | IEEE Computer Society                                                                                               |        |
| Harry H. Goode Memorial Award                        | IEEE Computer Society                                                                                               |        |
| Internet Award                                       | IEEE, Nokia |        |
| John von Neumann Medal                               | IEEE |        |
| Kleene Award                                         | IEEE Symposium on Logic in Computer Science                                                                         |        |
| Machtey Award                                        | IEEE Symposium on Foundations of Computer Science                                                                   |        |
| Reynold B. Johnson Information Storage Systems Award | IEEE |        |
| Richard W. Hamming Medal                             | IEEE, Qualcomm |        |
| Seymour Cray Computer Engineering Award              | IEEE Computer Society                                                                                               |        |
| Sidney Fernbach Award                                | IEEE Computer Society                                                                                               |        |
| Test-of-Time Award                                   | IEEE Symposium on Logic in Computer Science                                                                         |        |
| W. Wallace McDowell Award                            | IEEE Computer Society                                                                                               |        |
| William C. Carter Award                              | IEEE Technical Committee on Fault-Tolerant Computing IFIP Working Group on Dependable Computing and Fault Tolerance |        |

## Open source / freeware / shareware
| Pays       | Prix                       | Organisation                         | Réf. |
| ---------- | -------------------------- | ------------------------------------ | ---- |
| Europe     | Akademy                    | KDE                                  |      |
| Israël     | August Penguin             | Hamakor                              |      |
| États-Unis | FSF Free Software Awards   | Free Software Foundation             |      |
| États-Unis | Google Code-in             | Google                               |      |
| France     | Les Trophées du Libre      | Les Trophées du libre                |      |
| États-Unis | O'Reilly Open Source Award | O'Reilly Media                       |      |
| États-Unis | Shareware Industry Awards  | Shareware Industry Awards Foundation |      |

## Sécurité
| Pays       | Prix                                 | Organisation             | Réf. |
| ---------- | ------------------------------------ | ------------------------ | ---- |
| États-Unis | Frank Byron Rowlett Award            | National Security Agency |      |
| États-Unis | National Cyber Security Hall of Fame |                          |      |

## Programmation
| Pays          | Prix                                       | Organisation                        | Réf. |
| ------------- | ------------------------------------------ | ----------------------------------- | ---- |
| International | Software Process Achievement Award         | IEEE Computer Society               |      |
| États-Unis    | Dr. Dobb's Excellence in Programming Award | Dr. Dobb's Journal                  |      |
| États-Unis    | Iverson Award                              | Association for Computing Machinery |      |

## Applications
| Pays            | Prix                | Organisation                                  | Réf. |
| --------------- | ------------------- | --------------------------------------------- | ---- |
| Australie       | AMY Awards          | Digital + Technology Collective               |      |
| Grande-Bretagne | Appy Awards         | Carphone Warehouse                            |      |
| États-Unis      | Adobe MAX           | Adobe Inc.                                    |      |
| États-Unis      | CRM Idol            | Information Today                             |      |
| États-Unis      | CODiE Awards        | Software and Information Industry Association |      |
| International   | World Summit Awards | World Summit on the Information Society       |      |

## Bourses
| Pays          | Prix                               | Organisation                                                                                      | Réf. |
| ------------- | ---------------------------------- | ------------------------------------------------------------------------------------------------- | ---- |
| International | W. Wallace McDowell Award          | IEEE Computer Society                                                                             |      |
| International | Dijkstra Prize                     | Symposium on Principles of Distributed Computing International Symposium on Distributed Computing |      |
| Japon         | Kyoto Prize in Advanced Technology | Inamori Foundation                                                                                |      |
| États-Unis    | Knuth reward check                 | Donald Knuth                                                                                      |      |
| Europe        | Microsoft Award                    | Microsoft Research                                                                                |      |
| États-Unis    | Richard W. Lyman Award             | National Humanities Center                                                                        |      |

## Autres distinctions
| Pays            | Prix                                                            | Organisation                                                                                                 | Réf.   |
| --------------- | --------------------------------------------------------------- | --- | ------ |
| États-Unis      | ACM-AAAI Allen Newell Award                                     | Association for the Advancement of Artificial Intelligence                                                   | [ 17 ] |
| Europe          | Ackermann Award                                                 | European Association for Computer Science Logic                                                              | [ 18 ] |
| International   | Azriel Rosenfeld Award                                          | International Conference on Computer Vision (Institute of Electrical and Electronics Engineers)              | [ 19 ] |
| États-Unis      | Barwise Prize                                                   | American Philosophical Association                                                                           | [ 20 ] |
| Grande-Bretagne | BCS Lovelace Medal                                              | British Computer Society                                                                                     | [ 21 ] |
| Grande-Bretagne | Charles Babbage Premium                                         | Institution of Electrical Engineers                                                                          | [ 22 ] |
| Europe          | Dahl–Nygaard Prize                                              | European Conference on Object-Oriented Programming                                                           | [ 23 ] |
| Grande-Bretagne | Digital Preservation Award                                      | Digital Preservation Coalition                                                                               | [ 24 ] |
| Europe          | Prix EATCS                                                      | European Association for Theoretical Computer Science                                                        |        |
| International   | Edison Award                                                    | Edison Awards                                                                                                |        |
| Europe          | ERCIM Cor Baayen Award                                          | European Research Consortium for Informatics and Mathematics                                                 |        |
| États-Unis      | Erdős–Rényi Prize                                               | Network Science Society                                                                                      |        |
| Allemagne       | Heinz Billing Prize                                             | Heinz Billing Foundation of the Max Planck Society                                                           |        |
| États-Unis      | Herbrand Award                                                  | Conference on Automated Deduction                                                                            |        |
| Grande-Bretagne | IET Mountbatten Medal                                           | Institution of Engineering and Technology Institution of Electrical Engineers                                |        |
| International   | IJCAI Award for Research Excellence                             | International Joint Conference on Artificial Intelligence                                                    |        |
| International   | IJCAI Computers and Thought Award                               | International Joint Conference on Artificial Intelligence                                                    |        |
| Inde            | Infosys Prize                                                   | Infosys Science Foundation                                                                                   |        |
| Canada          | J. W. Graham Medal                                              | University of Waterloo Faculty of Mathematics                                                                |        |
| États-Unis      | Jonathan B. Postel Service Award                                | Internet Society                                                                                             |        |
| Pays-Bas        | Kalai Prize                                                     | Game Theory Society                                                                                          |        |
| Allemagne       | Konrad Zuse Medal                                               | Gesellschaft für Informatik                                                                                  |        |
| International   | Levchin Prize                                                   | International Association for Cryptologic Research                                                           |        |
| Grande-Bretagne | Loebner Prize                                                   | Society for the Study of Artificial Intelligence and the Simulation of Behaviour                             |        |
| Europe          | Microsoft Award                                                 | Royal Society, Académie des sciences                                                                         |        |
| Europe          | Milner Award                                                    | Microsoft Research                                                                                           |        |
| Europe          | Nerode Prize                                                    | European Association for Theoretical Computer Science, European Symposium on Algorithms                      |        |
| Brésil          | Newton Faller Award                                             | Brazilian Computer Society                                                                                   | [ 25 ] |
| International   | IMU Abacus Medal (Prix Nevanlinna)                              | International Congress of Mathematicians                                                                     |        |
| États-Unis      | O'Reilly Open Source Award                                      | O'Reilly Media                                                                                               |        |
| Italie          | Pirelli Internetional Award                                     | Pirelli |        |
| Europe          | Presburger Award                                                | European Association for Theoretical Computer Science                                                        |        |
| Europe          | Prize for Innovation in Distributed Computing                   | International Colloquium on Structural Information and Communication Complexity                              |        |
| Grande-Bretagne | Roger Needham Award                                             | British Computer Society                                                                                     |        |
| International   | RSA Award for Excellence in Mathematics                         | RSA Conference                                                                                               |        |
| États-Unis      | Sloan Research Fellowship                                       | Alfred P. Sloan Foundation                                                                                   |        |
| International   | Stevens Award                                                   | Reengineering Forum                                                                                          |        |
| Grande-Bretagne | Tony Kent Strix award                                           | International Society for Knowledge Organisation UK, Royal Society of Chemistry and British Computer Society |        |
| Japon           | Tsutomu Kanai Award                                             | Hitachi |        |
| États-Unis      | Tucker Prize                                                    | Mathematical Optimization Society                                                                            |        |
| Grande-Bretagne | Weizenbaum Award                                                | International Society for Ethics and Information Technology                                                  |        |
| États-Unis      | White Camel award                                               | Perl Foundation                                                                                              |        |
| Pays-Bas        | Van Wijngaarden Award                                           | Centrum Wiskunde & Informatica                                                                               |        |
| États-Unis      | J. H. Wilkinson Prize for Numerical Software                    | Society for Industrial and Applied Mathematics                                                               |        |
| États-Unis      | Prix James-Wilkinson                                            | Society for Industrial and Applied Mathematics                                                               |        |
| International   | Karen Spärck Jones Award                                        | BCS, its Information Retrieval Specialist Group (BCS IRSG) and Microsoft Research                            | [ 26 ] |
| International   | Computer Entrepreneur Award                                     | IEEE Computer Society                                                                                        |        |
| International   | Norbert Wiener Award for Social and Professional Responsibility | IEEE Society for the Social Implications of Technology                                                       |        |
| États-Unis      | Anita Borg Institute Women of Vision Awards                     | |        |
| Grande-Bretagne | British Inspiration Awards                                      | |        |
| Allemagne       | CeBIT                                                           | Deutsche Messe AG                                                                                            |        |
| États-Unis      | Dvorak Awards                                                   | Ascend Communications                                                                                        |        |
| International   | Edison Award                                                    | Edison Awards                                                                                                |        |
| États-Unis      | EFF Pioneer Award                                               | Electronic Frontier Foundation                                                                               |        |
| États-Unis      | Grace Murray Hopper Award                                       | Association for Computing Machinery                                                                          |        |
| Allemagne       | Konrad Zuse Scholarship Programme 2009                          | Office des Affaires étrangères, German Investment Corporation                                                |        |
| États-Unis      | Microsoft Most Valuable Professional                            | Microsoft | [ 27 ] |
| Autriche        | Prix Ars Electronica                                            | Ars Electronica                                                                                              |        |
| Russie          | Runet Prize                                                     | Federal Agency on Press and Mass Communications of the Russian Federation                                    |        |

## Prix en sciences de l'information
| Pays          | Prix                               | Organisation                                                | Réf.   |
| ------------- | ---------------------------------- | ----------------------------------------------------------- | ------ |
| Hong Kong     | Hong Kong ICT Awards               | Innovation and Technology Bureau                            | ,      |
| Canada        | J. W. Graham Medal                 | University of Waterloo Faculty of Mathematics               | [ 32 ] |
| Japon         | Kyoto Prize in Advanced Technology | Inamori Foundation                                          | ,      |
| Chili         | National Prize for Exact Sciences  | Ministère de l'Éducation                                    | [ 35 ] |
| Irlande       | O'Moore Medal                      | Healthcare Informatics Society                              | [ 36 ] |
| États-Unis    | Patterson-Crane Award              | American Chemical Society                                   | [ 37 ] |
| États-Unis    | Herman Skolnik Award               | American Chemical Society                                   | [ 38 ] |
| International | Weizenbaum Award                   | International Society for Ethics and Information Technology | [ 39 ] |

## Compétitions
| Pays            | Prix                                              | Organisation                                                                                     | Réf.   |
| --------------- | ------------------------------------------------- | ------------------------------------------------------------------------------------------------ | ------ |
| Australie       | Hutter Prize                                      | Marcus Hutter                                                                                    | [ 40 ] |
| Canada          | AI Challenge                                      | University of Waterloo Computer Science Club                                                     | [ 41 ] |
| États-Unis      | American Computer Science League                  | ACSL                                                                                             | [ 42 ] |
| États-Unis      | Arimaa Challenge                                  | Arimaa / Omar Syed                                                                               | [ 43 ] |
| Suède           | CADE ATP System Competition                       | Association for Automated Reasoning                                                              | ,      |
| États-Unis      | World Computer-Bridge Championship                | American Contract Bridge League                                                                  | [ 48 ] |
| Grande-Bretagne | Cyber Centurion                                   | Cyber Security Challenge UK                                                                      | ,      |
| États-Unis      | CyberPatriot                                      | Air Force Association                                                                            | [ 51 ] |
| États-Unis      | DARPA Network Challenge                           | DARPA                                                                                            |        |
| États-Unis      | DARPA Shredder Challenge 2011                     | DARPA                                                                                            |        |
| Pologne         | Deadline24                                        | Tomasz Łakota and Mateusz Brzeszcz                                                               |        |
| États-Unis      | Halite AI Programming Competition                 | Two Sigma, Cornell Tech                                                                          |        |
| États-Unis      | ImageNet Large Scale Visual Recognition Challenge | ImageNet                                                                                         |        |
| International   | International Olympiad in Informatics             | UNESCO and IFIP                                                                                  |        |
| Grande-Bretagne | Loebner Prize                                     | Society for the Study of Artificial Intelligence and the Simulation of Behaviour                 |        |
| États-Unis      | National Collegiate Cyber Defense Competition     | University of Texas at San Antonio                                                               |        |
| États-Unis      | Netflix Prize                                     | Netflix                                                                                          |        |
| États-Unis      | Outreachy                                         | Software Freedom Conservancy                                                                     |        |
| États-Unis      | Password Hashing Competition                      | Jean-Philippe Aumasson                                                                           |        |
| Grande-Bretagne | Project Euler                                     | Colin Hughes                                                                                     |        |
| États-Unis      | SemEval                                           | Association for Computational Linguistics SIGLEX                                                 |        |
| États-Unis      | Text Retrieval Conference                         | National Institute of Standards and Technology, Intelligence Advanced Research Projects Activity |        |
| Austrae         | UAV Outback Challenge                             | Australian Research Centre for Aerospace Automation                                              |        |
| États-Unis      | University Voting Systems Competition             | National Science Foundation etc.                                                                 |        |